# Коттонвуд (Каліфорнія)
Коттонвуд (англ. Cottonwood) — переписна місцевість (CDP) в США, в окрузі Шаста штату Каліфорнія. Населення — 6268 осіб (2020).

## Географія
Коттонвуд розташований за координатами 40°23′26″ пн. ш. 122°17′10″ зх. д. / 40.39056° пн. ш. 122.28611° зх. д. (40.390427, -122.286097).  За даними Бюро перепису населення США в 2010 році переписна місцевість мала площу 5,99 км², уся площа — суходіл.

## Демографія
Згідно з переписом 2010 року, у переписній місцевості мешкало 3316 осіб у 1200 домогосподарствах у складі 893 родин. Густота населення становила 553 особи/км².  Було 1306 помешкань (218/км²).
Расовий склад населення:
| - 85,8 % — білих - 3,3 % — азіатів - 3,0 % — корінних американців - 0,1 % — вихідців з тихоокеанських островів - 0,1 % — чорних або афроамериканців - 3,6 % — осіб інших рас |

До двох чи більше рас належало 4,2 %. Частка іспаномовних становила 10,6 % від усіх жителів.
За віковим діапазоном населення розподілялося таким чином: 28,6 % — особи молодші 18 років, 60,8 % — особи у віці 18—64 років, 10,6 % — особи у віці 65 років та старші. Медіана віку мешканця становила 35,8 року. На 100 осіб жіночої статі у переписній місцевості припадало 94,1 чоловіків;  на 100 жінок у віці від 18 років та старших — 91,1 чоловіків також старших 18 років.
Середній дохід на одне домашнє господарство  становив 48 874 долари США (медіана — 39 085), а середній дохід на одну сім'ю — 50 121 долар (медіана — 39 750). За межею бідності перебувало 34,4 % осіб, у тому числі 44,5 % дітей у віці до 18 років та 7,5 % осіб у віці 65 років та старших.
Цивільне працевлаштоване населення становило 1207 осіб. Основні галузі зайнятості: будівництво — 19,0 %, освіта, охорона здоров'я та соціальна допомога — 18,6 %, роздрібна торгівля — 14,9 %, науковці, спеціалісти, менеджери — 11,7 %.